# エドウィン・マーカム
エドウィン・マーカム（Charles Edwin Anson Markham、1852年4月23日 - 1940年3月7日）は、アメリカ合衆国の詩人。1923年から1931年までオレゴン州の桂冠詩人だった。
詩「The Man with the Hoe」が特に有名。
エドウィン・マーカハムとも表記される。
マーカムは6人兄弟の末っ子。オレゴン州オレゴンシティ市出身。彼の親は彼の誕生後すぐに離婚している。
4歳から住んでいるサンタローザに、1875年にトマス・レイク・ハリスの教団「新生兄弟社」が定住しはじめ、その教えに惹かれて信者となり、しばらくその農園で過ごした。このとき、信者として教団で集団生活していた長澤鼎と知り合い、交流をもった。1898年に3度目の結婚をし、翌年子供が生まれ、1900年にリオデジャネイロに一家で転居した。

## 作品
- (1899) The Man With the Hoe and Other Poems
- (1901) Lincoln and Other Poems
- (1920) Gates of Paradise
- (1932) Eighty Poems at Eighty
- (1960) The Ballad of the Gallows Bird
- (1914) Children in Bondage